# Örnsköldsviks stad
Denna artikel handlar om den tidigare kommunen Örnsköldsviks stad. För orten se Örnsköldsvik, för dagens kommun, se Örnsköldsviks kommun.
Örnsköldsviks stad var en tidigare kommun i Västernorrlands län. Centralort var Örnsköldsvik och kommunkod 1952-1970 var 2284.

## Administrativ historik
Örnsköldsviks stad bildades den 1 januari 1894 genom en ombildning av den dåvarande Örnsköldsviks köping efter att Örnsköldsvik fått stadsrättigheter. Staden påverkades inte av kommunreformen 1952.
Den 1 januari 1925 (enligt beslut den 21 mars 1924) överfördes till staden från Själevads landskommun hemmanet Sörlungånger nr:1 samt vissa delar av Hörnetts by. Området hade 82 invånare.
Den 1 januari 1946 (enligt beslut den 2 november 1944) överfördes till staden från Själevads landskommun ett område av Norrlungångers by med 4 invånare och omfattande 0,47 km², varav 0,36 km² land. Samma datum, enligt samma beslut, överfördes ett område av Järveds by omfattande 1,15 km² (varav allt land) och med 269 invånare.
Den 1 januari 1963 inkorporerades Arnäs landskommun i staden.
Den 1 januari 1971 blev staden en del av den nya Örnsköldsviks kommun.
Staden hade egen jurisdiktion med rådhusrätt till 1938 varefter den kom att ingå i Ångermanlands norra domsagas tingslag.
Örnsköldsviks församling var stadens församling från 1 juli 1907, Själevads församling dessförinnan.

### Sockenkod
För registrerade fornfynd med mera så återfinns staden inom ett område definierat av sockenkod 2514 som motsvarar den omfattning staden hade kring 1950.

## Stadsvapnet
Blasonering: I fält av silver en av en karvskura bildad blå stam och däröver en flygande svart örn med fötter och näbb av guld, hållande i dessa en blå sköld med Oskar II:s krönta namnchiffer av guld.
Detta vapen fastställdes av Kungl. Maj:t den 23 november 1894. Vapnet förs idag av den nuvarande Örnsköldsviks kommun. Se artikeln om Örnsköldsviks kommunvapen för mer information.

## Geografi
Örnsköldsviks stad omfattade den 1 januari 1952 en areal av 9,62 km², varav 9,41 km² land.

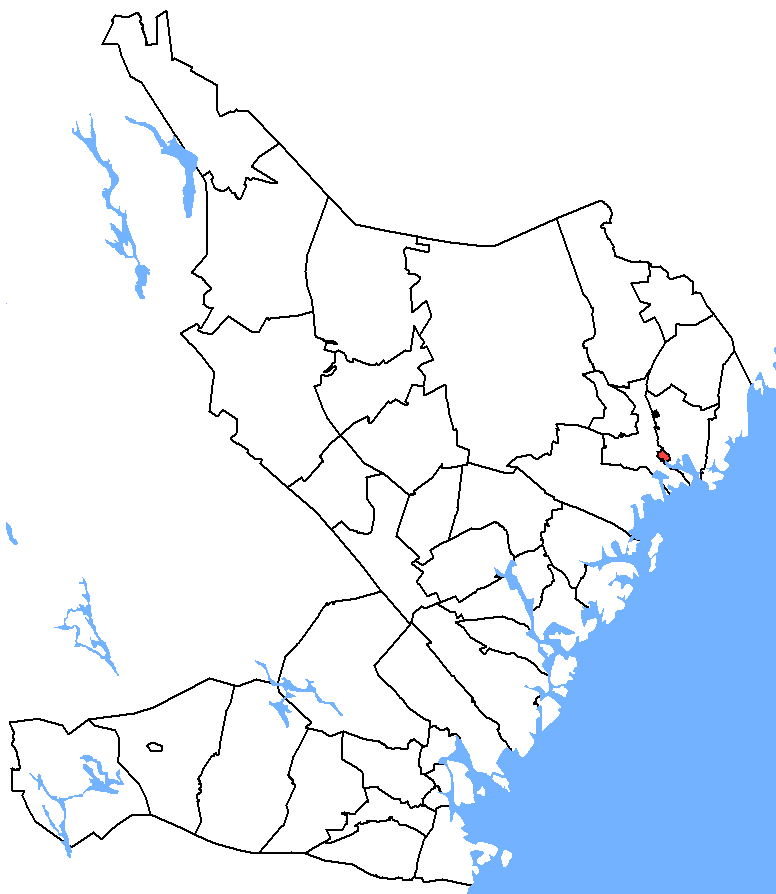
Örnsköldsviks stad 1952–62
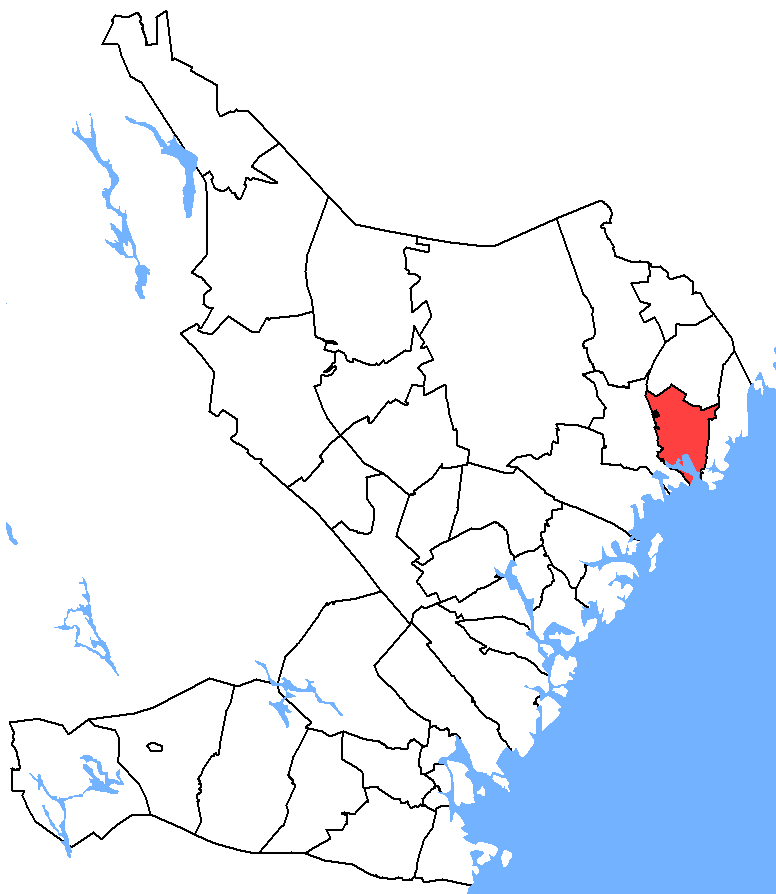
Örnsköldsviks stad 1963-1970

### Tätorter i staden 1960
I Örnsköldsviks stad fanns del av tätorten Örnsköldsvika, som hade 8 363 invånare i staden den 1 november 1960. Tätortsgraden i staden var då 100,0 procent.

## Befolkningsutveckling
| Befolkningsutvecklingen i Örnsköldsviks stad 1900–1970 | Befolkningsutvecklingen i Örnsköldsviks stad 1900–1970 | Befolkningsutvecklingen i Örnsköldsviks stad 1900–1970 | Befolkningsutvecklingen i Örnsköldsviks stad 1900–1970 | Befolkningsutvecklingen i Örnsköldsviks stad 1900–1970 |
| --- | ------------------------------------------------------ | ------------------------------------------------------ | ------------------------------------------------------ | ------------------------------------------------------ |
| |                                                        |                                                        |                                                        |                                                        |
| År |                                                        |                                                        | Folkmängd                                              |                                                        |
| 1900 | 1900                                                   |                                                        | 2 650                                                  |                                                        |
| 1910 | 1910                                                   |                                                        | 3 663                                                  |                                                        |
| 1920 | 1920                                                   |                                                        | 4 322                                                  |                                                        |
| 1930 | 1930                                                   |                                                        | 5 032                                                  |                                                        |
| 1935 | 1935                                                   |                                                        | 5 370                                                  |                                                        |
| 1940 | 1940                                                   |                                                        | 5 592                                                  |                                                        |
| 1945 | 1945                                                   |                                                        | 6 731                                                  |                                                        |
| 1950 | 1950                                                   |                                                        | 7 339                                                  |                                                        |
| 1955 | 1955                                                   |                                                        | 7 381                                                  |                                                        |
| 1960 | 1960                                                   |                                                        | 8 363                                                  |                                                        |
| 1965 | 1965                                                   |                                                        | 16 022                                                 |                                                        |
| 1970 | 1970                                                   |                                                        | 16 886                                                 |                                                        |
| Anm: 1963 inkorporerades Arnäs landskommun. För åren 1900-1945: befolkning enligt folkräkning 31 december enligt den administrativa indelningen den 1 januari följande år. 1950 avser befolkning enligt folkräkning den 31 december enligt den administrativa indelningen den 1 januari 1952. 1955 avser den kyrkobokförda befolkningen den 31 december enligt den administrativa indelningen den 1 januari följande år. 1960 och 1965 avser befolkning enligt folkräkning den 1 november enligt den administrativa indelningen den 1 januari följande år. 1970 avser befolkning enligt folkräkning den 1 november i det område som Örnsköldsviks stad omfattade när den ombildades till Örnsköldsviks kommun 1 januari 1971. |                                                        |                                                        |                                                        |                                                        |

## Politik

### Mandatfördelning i valen 1919–1966
| 4 | 10 | 11 |

| 24 |

| 3 |  | 9 | 12 |

| 24 |

| 2 | 3 | 8 | 12 |

| 23 |

| 2 | 5 |  | 8 | 9 |

| 25 |

| 6 |  | 8 | 10 |

| 25 |

| 6 | 2 |  | 6 | 10 |

| 25 |

|  | 10 | 3 | 5 | 6 |

| 24 |

|  | 10 | 2 | 5 | 7 |

| 23 |

| 2 | 10 | 6 | 7 |

| 23 |

|  | 11 | 7 | 6 |

| 22 |

|  | 11 | 8 | 5 |

| 22 |

|  | 10 |  | 7 | 6 |

| 23 |

|  | 19 | 4 | 10 | 6 |

| 36 |

| 2 | 16 | 6 | 8 | 2 | 6 |

| 36 |

### Fotnoter
1. ↑   (PDF) Folkräkningen den 31 december 1930, I, Areal och folkmängd inom särskilda förvaltningsområden m.m., Befolkningsagglomerationer. Stockholm: Statistiska centralbyrån. 1935. sid. 110. Arkiverad från originalet den 26 oktober 2014. https://www.webcitation.org/6TbpmPsGq?url=http://www.scb.se/Grupp/Hitta_statistik/Historisk_statistik/_Dokument/SOS/Folkrakningen_1930_1.pdf. Läst 26 oktober 2014 Arkiverad 24 september 2015 hämtat från the Wayback Machine.
2. ↑  http://www.scb.se/H/SOS%201911-/Befolkningsstatistik/Folkm%C3%A4ngden%20inom%20administrativa%20omr%C3%A5den%20%28SOS%29%201910-1961/Folkm%C3%A4ngden-inom-administrativa-omr%C3%A5den-1924.pdf SCB: Folkmängden inom administrativa områden den 31 december 1924 s. 37 anm. till Västernorrlands län fotnot 3
3. 1 2  SCB: Folkräkningen 1950 del 1 Arkiverad 29 oktober 2013 hämtat från the Wayback Machine. sida 180 i pdf:en
4. ↑  Per Andersson: Sveriges kommunindelning 1863-1993, Draking, Mjölby 1993, ISBN 91-87784-05-X, s. 92
5. ↑   Om Örnsköldsviks rådhusrätt
6. ↑  ”Förteckning (Sveriges församlingar genom tiderna)”. Skatteverket. 1989. http://www.skatteverket.se/privat/folkbokforing/omfolkbokforing/folkbokforingigaridag/sverigesforsamlingargenomtiderna/forteckning.4.18e1b10334ebe8bc80003999.html. Läst 17 december 2013.
7. ↑  Fornminnesregistret, Riksantikvarieämbetet: Örnsköldsviks stad Fornminnen i socknen erhålls på kartan genom att skriva in sockennamn (utan "socken") i "Ange geografiskt område"
8. ↑  ”Svenska Heraldiska Föreningens vapendatabas”. Arkiverad från originalet den 18 oktober 2012. https://web.archive.org/web/20121018011750/http://databas.heraldik.se/index.php. Läst 2 februari 2011.
9. ↑  SCB Folkräkningen 1960 del 2 Arkiverad 24 september 2015 hämtat från the Wayback Machine. sida 43 i pdf:en
10. ↑  ”Historisk statistik efter serie”. Statistiska centralbyrån. Arkiverad från originalet den 30 december 2017. https://web.archive.org/web/20171230122632/http://www.scb.se/sv_/hitta-statistik/historisk-statistik/digitaliserat---statistik-efter-serie/. Läst 21 juni 2019.
11. ↑  ”Folkräkningen 1910–1960”. Statistiska centralbyrån. Arkiverad från originalet den 22 augusti 2018. https://web.archive.org/web/20180822113519/https://www.scb.se/sv_/Hitta-statistik/Historisk-statistik/Digitaliserat---Statistik-efter-serie/Sveriges-officiella-statistik-SOS-utg-1912-/Folk--och-bostadsrakningarna-1860-1990/Folkrakningen-1910-1960/. Läst 21 juni 2019.
12. ↑  ”Folk- och bostadsräkningen 1965–1990”. Statistiska centralbyrån. Arkiverad från originalet den 22 augusti 2018. https://web.archive.org/web/20180822145518/https://www.scb.se/sv_/Hitta-statistik/Historisk-statistik/Digitaliserat---Statistik-efter-serie/Sveriges-officiella-statistik-SOS-utg-1912-/Folk--och-bostadsrakningarna-1860-1990/Folk--och-bostadsrakningen-1965-1990/. Läst 21 juni 2019.